# Ratchet: Deadlocked
Ratchet: Deadlocked, chamado de Ratchet: Gladiator na Europa, é um jogo de plataforma desenvolvido pela Insomniac Games e publicado pela Sony. Foi lançado em 18 de novembro de 2005 na América do Norte e 23 de novembro de 2005 na Europa.

## O Jogo
O jogo inclui muitas das mesmas peças de jogabilidade da versão de Up Your Arsenal, tais como o modo online com outras nove pessoas (no máximo dez pessoas para um jogo). Novos modos e atributos incluem o Coperative Player e Single Player, e mais recente, e com veículos devastadores. Além disso, o jogo inclui um estilo RPG muito mais na forma de trajes de armaduras e armas (através do uso de "modos"), embora isso não signifique o jogo é qualquer coisa como um RPG. É ainda um jogo de tiro de primeira e terceira pessoa.
Campanha modalidade também apresenta uma taxa do coperative mode em que um parceiro irá substituir os dois no combate. A história do jogo também no modo coperativo como em Halo: Combat Evolved e Doom 3 para Xbox. Os jogadores são vinculados entre si dentro de uma certa distância através do jogo "Deadlock collars", que irá detonar os jogadores em 10 segundos se ficarem  muito longe (com excepção do Containment Area e 1 desafio). Há um traje  pe que pode ser escolhido no modo coperativo . O segundo jogador pode jogar na pele de Jak do jogo da série Jak e Daxter.
Este jogo é o mais notável na série, por duas razões. Primeiro, Insomniac Games removeu Clank como um personagem jogável. Além disso, muitos dos elementos da plataforma dos jogos  anteriores, incluindo o aparelho de base enigmas, foram removidos, como o jogo se tornou mais focado em "na ação e no tiroteio" do que elementos de interações dos jogos anteriores da série.